# Estrun
 Estrun  es una población y comuna francesa, en la región de Norte-Paso de Calais, departamento de Norte, en el distrito de Cambrai y cantón de Cambrai-Est.

## Demografía
| 578 | 502 | 460 | 464 | 441 | 421 |
| Para los censos de 1962 a 1999 la población legal corresponde a la población sin duplicidades (Fuente: INSEE [Consultar]) |     |     |     |     |     |